# Баваб, Таер
Таер Файед аль Баваб (араб. ثائر فايد بواب;‎; 1 марта 1985, Амман, Иордания) — иорданский футболист, выступающий на позиции нападающего в испанском клубе «Вильявисиоса-де-Одон». Игрок национальной сборной Иордании.

## Карьера

### Ранние годы / «Реал Мадрид»
Родившись в Аммане у палестинских родителей, семья Баваба переехала в Каталонию, Испания, когда он был ребёнком. Он начал играть за молодёжные команды местного клуба «Корнелья», и перейдя в возрасте 18 лет в мадридский «Реал», где завершил свой единственный юношеский сезон с 30 забитыми мячами.
В 2004 году Баваб подписал профессиональный контракт с «Реалом», и клуб также согласился выплатить ему стипендию в колледже. Тем временем, Таер дебютировал в третьей командой «Реала», выступающей в четвёртом дивизионе. В то время пресса сравнивала стиль игры иорданца с Зинедином Зиданом (пусть они и играли на разных позициях). Тренер первой команды Мариано Гарсия Ремон думал о привлечении Баваба к игре за основную команду, но в конце концов решил, что не хочет оказывать давление на мальчика, которому было всего 19 лет.